# پری دم‌دراز
پری دم‌دراز (نام علمی: Aglaiocercus kingi) یک گونه مگس‌مرغ از تیره مگس‌مرغیان است. این گونه در بولیوی، کلمبیا، اکوادور، پرو، و ونزوئلا یافت می‌شود. زیستگاه طبیعی این گونه جنگل‌های کوهستانی نمناک گرمسیری و نیمه‌گرمسیری است.

## روند جفت‌گزینی
پری دم‌دراز نر، در قسمت دم دارای پرهای متمایز کشیده‌ایست. این پرها به‌طور عجیبی بلند است طوری‌که در پرواز پرنده خلل ایجاد می‌کند: برای او دشوار است که چنین زیورهایی را هر روز با خود حمل کند آن هم در شرایطی که برای زنده ماندن به مهارت‌هایش در پرواز متکی است. پری‌های ماده، که دم‌شان اندازهٔ معتدل‌تری دارد، نرهایی را که بلندترین پر را در دم‌هایشان دارند برمی‌گزینند؛ بنابراین آن‌ها مطمئن می‌شوند با نری جفت می‌شوند که ایدئال و سالم است تا بتواند آنقدر و تا زمان فرارسیدن شرایط جفت‌گیری زنده بماند، حتی با وجود حمل یک بار سنگین.